# Chiesa dei Santi Pietro e Paolo (Monno)
La chiesa dei Santi Pietro e Paolo è la parrocchiale di Monno, in provincia e diocesi di Brescia; fa parte della zona pastorale dell'Alta Val Camonica.

## Storia

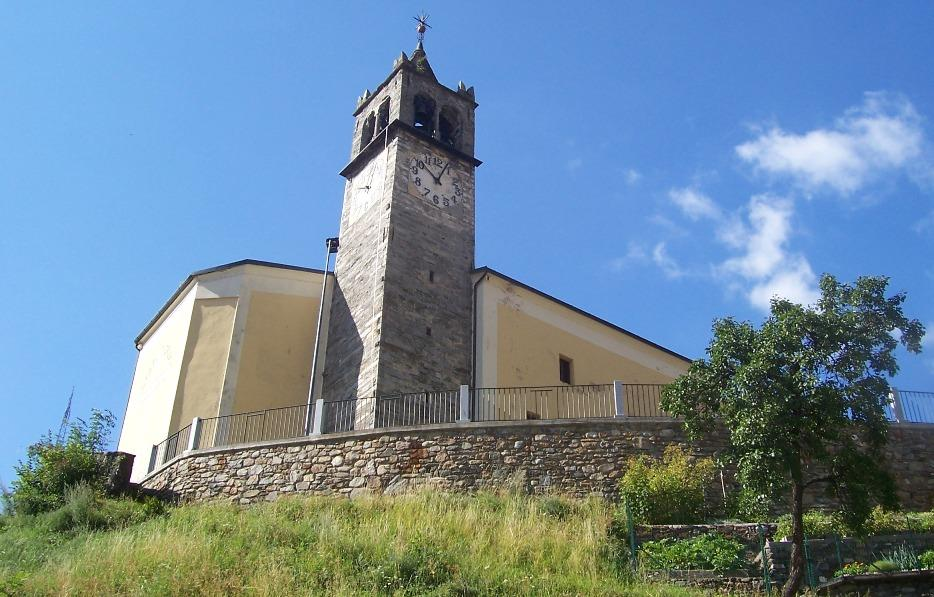
Abside e campanile

La comunità di Monno era all'inizio sottoposta alla pieve d'Edolo, dalla quale si rese autonoma nel 1284, venne eretta a parrocchia autonoma con sede nella chiesa di San Brizio.
Nel 1576 risultava che la parrocchia avesse il doppio titolo di San Pietro e San Brizio e che il curato era tale pre' Giovanni de' Regaciis.
Nel 1580 l'arcivescovo di Milano Carlo Borromeo, compiendo la sua visita, trovò che il reddito ammontava a 100 scudi circa, che i fedeli erano un centinaio e che la parrocchiale di San Brizio era troppo scomoda per la popolazione per la sua posizione fuori dell'abitato, tanto che le celebrazioni si tenevano nella chiesa di San Pietro, che era stata edificata verso il 1410.
Questa chiesa fu oggetto di un rifacimento tra il 1600 circa e il 1620; dalla relazione della visita pastorale del 1702 del vescovo Daniele Marco Dolfin si apprende che il ruolo di parrocchiale era ormai svolto anche de facto da San Pietro, che a servizio della cura d'anime v'erano il parroco, due altri sacerdoti e un chierico e che erano erette le scuole del Santissimo Sacramento, del Rosario e della Dottrina Cristiana.
Il 14 aprile 1989 la chiesa, come stabilito dal Direttorio diocesano per le zone pastorali, entro la far parte della neo-costituita zona pastorale dell'Alta Val Camonica.

## Descrizione

### Facciata
La facciata, a capanna e volgente ad occidente, è costituita da un solo registro e tripartita da quattro semplici lesene senza i capitelli; al centro presenta il portale d'ingresso, composto da materiale lapideo, e una finestra ed è coronata dal timpano di forma mistilinea affiancato da due acroteri.

### Interno
L'interno dell'edificio si compone di un'unica navata, abbellita da rilievi da pitture murali, sulla quale si affacciano le cappelle laterali e le cui pareti sono scandite da lesene sorreggenti il cornicione aggettante sopra il quale s'imposta la volta a botte, caratterizzata da lunette.
Opere di pregio qui conservate sono l'affresco con soggetto la Madonna in gloria, eseguito nel 1775 da Pietro Corbellini, la pala raffigurante i santi Pietro, Paolo, Antonio e Francesco assieme alla Madonna col Bambino, dipinta da Jacopo Palma il Giovane, le due tele ritraenti il Primato di Pietro e il Martirio dei Santi Pietro e Paolo, le lamine in rame dei Misteri del Rosario, la pala che rappresenta Gesù Bambino tra i Santi Antonio da Padova e Antonio Abate, eseguita nel 1791 da Antonio Corbellini, la Via Crucis e la tela della Sacra Famiglia con Anna e Gioacchino.